# دوخوفشتشينا
دوخوفشتشينا (بالروسية: Духовщина) هي إحدى مدن روسيا في الكيان الفدرالي الروسي سمولينسك أوبلاست.